# Урдогурт
Урдогурт — деревня в Увинском районе Удмуртии, входит в состав Чистостемского сельского поселения.

## География
Деревня находится на расстоянии 13 км к юго-востоку от посёлка Ува, административного центра района, и 54 км к западу от города Ижевск, столицы республики.

### Часовой пояс
Деревня Урдогурт, как и вся Удмуртия, находится в часовой зоне МСК+1. Смещение применяемого времени относительно UTC составляет +4:00.

## Население
| 2010 | 2012 |
| ---- | ---- |
| 28   | →28  |

## Улицы
В деревне имеется одна улица — Лесная.